# Klosterrohr
Klosterrohr war ein Kirchdorf und bis 1910 eine Gemeinde in Niederbayern im Bezirksamt Kelheim.
Im Jahr 1867 lebten 83 Familien in der Gemeinde, deren offizieller Name bis 1875 Rohr, Kloster lautete. Die Gemarkung umfasste knapp 400 Hektar. Am 1. Januar 1910 wurde die Gemeinde vollständig in die Gemeinde Rohr, heute Rohr in Niederbayern, eingegliedert.

## Ortsteile der ehemaligen Gemeinde Klosterrohr
| - Klosterrohr - Loretto - Oberrohr - Straßenhaus |

## Einwohnerentwicklung
|       | Kirchdorf      | Gemeinde       |
| ----- | -------------- | -------------- |
| 1840: |                | 0250 Einwohner |
| 1861: | 0250 Einwohner | 0291 Einwohner |
| 1867: |                | 0324 Einwohner |
| 1871: | 0316 Einwohner | 0351 Einwohner |
| 1875: | 0325 Einwohner | 0356 Einwohner |
| 1885: | 0373 Einwohner | 0409 Einwohner |
| 1900: | 0285 Einwohner | 0324 Einwohner |